# الدوري الهولندي الممتاز 1899–1900
الدوري الهولندي الممتاز 1899–1900 (بالهولندية: Nederlands landskampioenschap voetbal 1899/00)‏ هو الموسم 12 من الدوري الهولندي الممتاز. أشرف على تنظيمه الاتحاد الملكي الهولندي لكرة القدم، وفاز فيه HVV Den Haag ‏.